# Fürth (Bajorország)
Fürth (frank nyelven: Färdd) város Németországban, Bajorország szabadállamban.

## Fekvése
Bajorország északi részén, Nürnberg mellett, annak szomszédságában található.
A város történeti magja a Rednitz és Pegnitz folyók összefolyásánál található.

## Története
A település azon a földnyelven alakult ki, amelyet a Rednitz és az ebbe belefolyó Pegnitz zár közre. A Rajna-Majna-Duna-csatorna a város nyugati peremén halad el, így Fürth kikötővárossá is lett (Hafen Fürth).
Első okirati említése 1007-ből való. 1524-ben protestáns várossá vált.
1835-ben nyílt meg az első németországi vasútvonal Fürth és Nürnberg között.

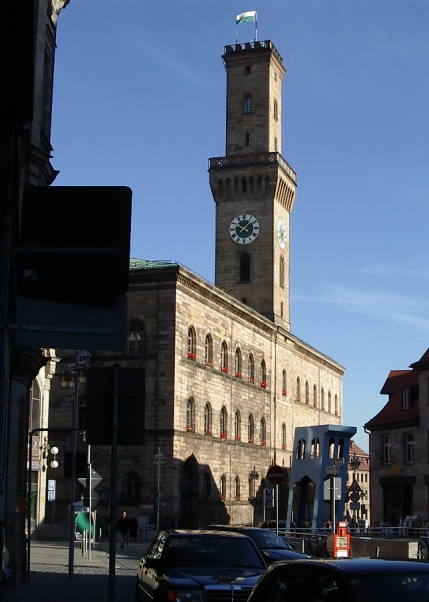
A városháza

Óvárosában sok fagerendás régi ház található. A város legjelentősebb temploma a Szent Mihály templom (Kirsche St. Michael), mely a 12. századtól a 15. századig épült. A templom legnagyobb kincse a belsejében található 8 méter magas szentségtartó.
A városháza tornya 55 méteres magasságával már messziről látható. Az épület Fürth főterén épült 1840-től, a firenzei Palazzo Vecchio másaként.
A második világháborúban a műemlékekben szerencsére kevés vagy semmiféle kár nem esett, így a település jelentős kultúrtörténeti értéket képvisel.
A város jellegzetes népünnepélye október elején kerül megrendezésre. A  10 napig tartó népünnepély második vasárnapján nagy népviseleti aratóünnepet tartanak búcsúval összekötve (Kirschweih).

## Városrészek
Fürth területe 16 városrészre oszlik.
| - Altstadt - Oststadt - Südstadt - Weikershof - Dambach - Heilstätte - Unterfürberg | - Oberfürberg - Burgfarrnbach - Unterfarrnbach - Atzenhof - Kieselbühl - Ritzmannshof - Hardhöhe | - Scherbsgraben - Eigenes Heim - Poppenreuth - Ronhof - Sack - Bislohe - Braunsbach | - Stadeln - Herboldshof - Kronach - Steinach - Vach - Mannhof - Flexdorf |

## Demográfiai fejlődés

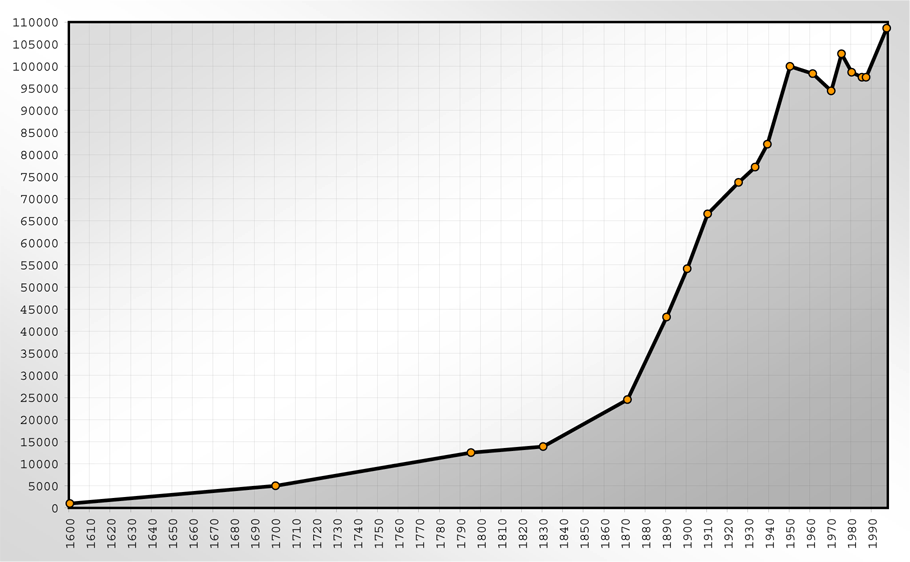
A demográfiai fejlődés

| Év   | Lakosságszám |
| ---- | ------------ |
| 1604 | 1 600        |
| 1648 | 800          |
| 1700 | 6 000        |
| 1795 | 12 000       |
| 1809 | 12 438       |
| 1818 | 12 700       |
| 1830 | 13 900       |
| 1840 | 15 100       |
| 1852 | 16 700       |
| 1855 | 17 341       |
| 1858 | 18 241       |
| 1861 | 19 100       |
| 1864 | 21 100       |
| 1867 | 22 500       |
| 1871 | 24 580       |

| Év   | Lakosságszám |
| ---- | ------------ |
| 1875 | 27 360       |
| 1880 | 31 063       |
| 1885 | 35 455       |
| 1890 | 43 206       |
| 1895 | 46 726       |
| 1900 | 54 144       |
| 1905 | 60 635       |
| 1910 | 66 553       |
| 1916 | 56 967       |
| 1917 | 57 282       |
| 1919 | 68 162       |
| 1925 | 73 693       |
| 1933 | 77 135       |
| 1939 | 82 315       |
| 1945 | 86 515       |

| Év   | Lakosságszám |
| ---- | ------------ |
| 1946 | 95 369       |
| 1950 | 99 890       |
| 1956 | 98 643       |
| 1961 | 98 332       |
| 1965 | 96 125       |
| 1970 | 94 774       |
| 1975 | 101 639      |
| 1980 | 99 088       |
| 1985 | 97 331       |
| 1987 | 97 480       |
| 1990 | 103 362      |
| 1995 | 108 418      |
| 2000 | 110 477      |
| 2005 | 113 427      |

## Politika
A 27 SPD-mandátum között a főpolgármester is van.

### Partnervárosok
Fürth a következő városokkal ápol partnervárosi kapcsolatot:
- Region Renfrew (korábban Paisley) (Nagy-Britannia), (1969 óta)
- Limoges (Franciaország), (1992 óta)
- Marmaris (Törökország), (1995 óta)
- Xylokastro (Görögország), (barátsági szerződés 2001 óta, partnervárosi kapcsolat 2006-tól)

## Kultúra

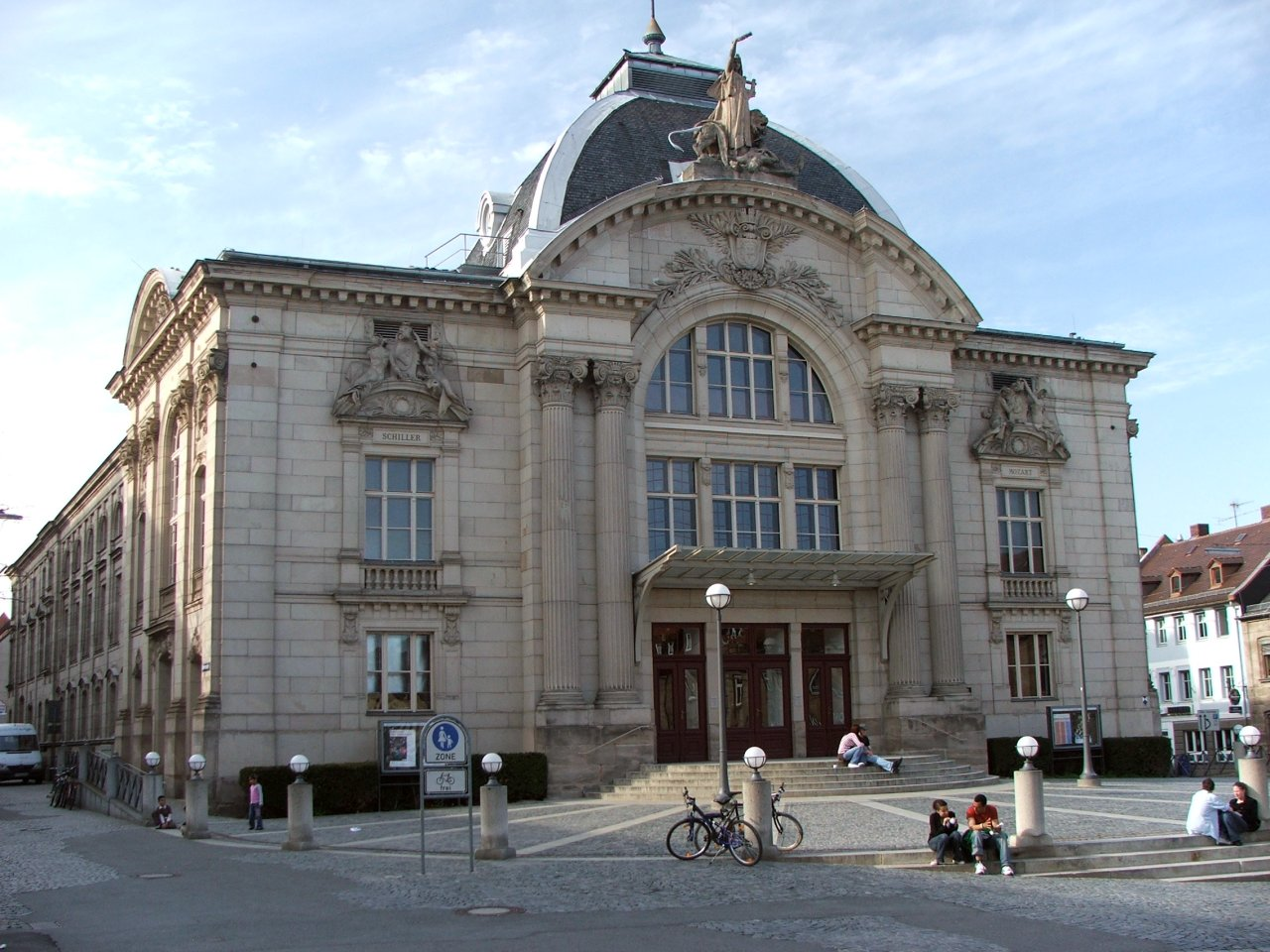
A Városi Színház

### Színházak
- Stadttheater Fürth (építette: Fellner és Helmer irodája, 1902)
- Comödie Fürth a szecessziós Berolzheimerianum épületében

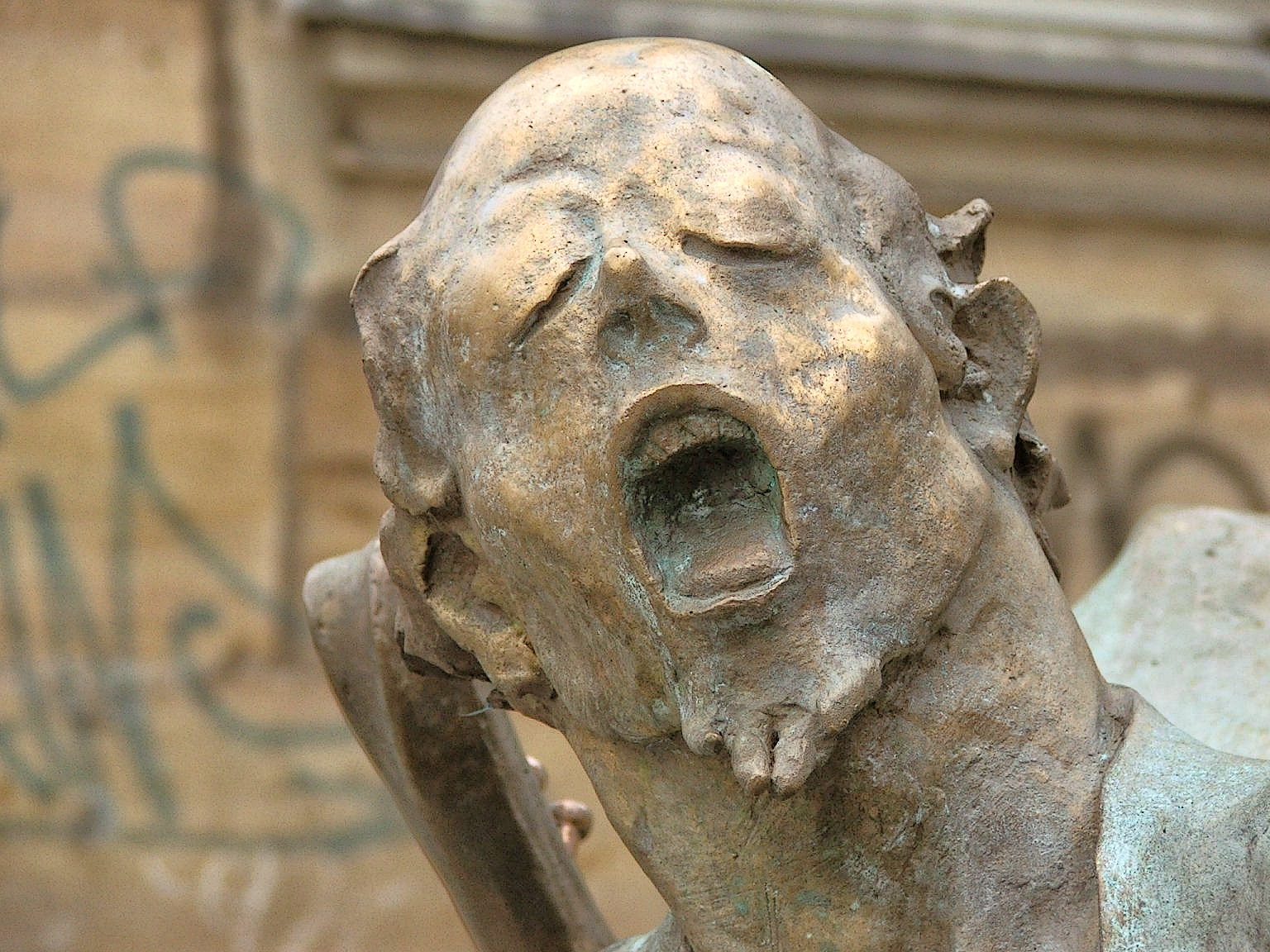
A Gauklerbrunnen részlete

### Múzeumok
- Jüdisches Museum Franken (Königstraße 89) (1999-ben nyílt meg)
- Rádiómúzeum (Rundfunkmuseum Fürth) (Kurgartenstraße 37)
- Városi Múzeum (Stadtmuseum)
- Dialízistechnikai történeti gyűjtemény (Historische Sammlung Dialysetechnik); a Jakob-Henle-házban
- Művészeti galéria (Kunst Galerie Fürth)(Königsplatz 1)

## Parkok

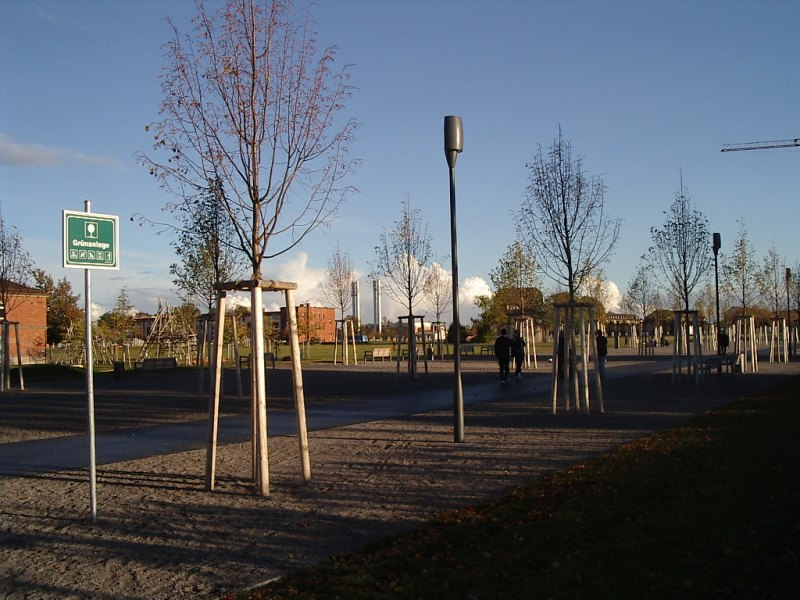
A Südstadtpark 2004-ben

- Stadtpark a Pegnitz partján
- Südstadtpark

## Ismert emberek
- Henry Kissinger, az USA volt külügyminisztere a városban született; 1998 óta díszpolgár.
- Ludwig Erhard egykori szövetségi kancellár
- Karl Mai és Herbert Erhardt, német labdarúgók, az 1954-es világbajnokságot nyert válogatott tagjai
- Jakob Wassermann, író
- Michael Lassel, festőművész